# Causeway Coast and Glens
Causeway Coast and Glens (irisch Ceantar Chósta an Chlocháin agus na nGleannta) ist ein District in Nordirland. Er wurde am 1. April 2015 aus den Boroughs Ballymoney, Coleraine und Limavady sowie dem District Moyle gebildet. Verwaltet wird er durch das Causeway Coast and Glens District Council.

## Lage
Der neue District umfasst einen Großteil des Nordens Nordirlands, ein Gebiet von 1796 km². Er erstreckt sich über den nördlichen Teil des County Antrim und den nordöstlichen Teil des County Londonderry. Dort leben etwa 132.000 Menschen, von denen 95.979 wahlberechtigt sind. Der Name wurde am 17. September 2008 bekanntgegeben, zunächst als Causeway Coast. Im Februar 2009 wurde er dann in Causeway Coast and Glens geändert.

## Bahnhöfe der Northern Ireland Railways
- Bahnhof Bellarena
- Bahnhof Castlerock
- Bahnhof Coleraine
- Bahnhof Ballymoney
- Bahnhof University
- Bahnhof Dhu Varren
- Bahnhof Portrush

### Eisenbahnstrecken
Northern Ireland Railways betreibt eine Eisenbahnverbindung auf der Strecke Belfast–Londonderry zwischen dem Bahnhof Londonderry im Westen und dem Hauptbahnhof Belfast, bzw. dem Bahnhof Great Victoria Street im Osten.
Auf der Strecke Coleraine–Portrush fahren Züge vom Eisenbahnknotenpunkt im Bahnhof Coleraine im Süden zum Bahnhof Portrush im Norden.

### Giant’s Causeway and Bushmills Railway
Die Giant’s Causeway and Bushmills Railway ist eine Museumsbahn und wichtige Touristenattraktion.

## Küstenlinie
Das Gebiet erstreckt sich vom Roe beim Dorf Bellarena entlang der Ufer des Lough Foyle über Magilligan Point mit Banone Strand am Atlantik und den Mussenden-Tempel auf den Klippen von Castlerock. Mit Castlerock, dem ersten Seebad, ist das Ästuar des Bann erreicht. Vom Bann aus zieht sich die Küstenlinie zu den Seebädern Portstewart und Portrush. Weiter an der Küste entlang befinden sich Dunluce Castle, das Dorf Portballintrae und die Stadt Bushmills. In Bushmills befindet sich die älteste lizenzierte Destillerie der Welt, wo seit 1608 der berühmte irische Whiskey „Bushmills“ hergestellt wird. Über den Bush führt die Giant’s Causeway and Bushmills Railway und der Giant’s Causeway liegt ganz in der Nähe. Dann folgen Ballintoy und Ballycastle.
Die Gegend ist bei Touristen sehr beliebt. Dort finden sich die drei bekanntesten Sehenswürdigkeiten Nordirlands: der Giant’s Causeway (ein Weltnaturerbe), die Glens of Antrim und die Insel Rathlin 11 km vor der Küste von Ballycastle. An der Küste gibt es weiterhin die Seilbrücke von Carrick-a-Rede und das kleine Dunseverick Castle sowie das entlegene Seebad Ballycastle mit einer Fähre nach Rathlin über die Straits of Moyle. Von Ballycastle aus schwenkt die Küstenlinie nach Süden, um Fair Head herum, entlang des Nordkanals. Dort liegen die Siedlungen Cushendun, Cushendall und schließlich Waterfoot.

## Verwaltung
Das Causeway Coast and Glens District Council ersetzte das Ballymoney Borough Council, das Coleraine Borough Council, das Limavady Borough Council und das Moyle District Council. Die ersten Wahlen für das District Council sollten eigentlich im Mai 2009 stattfinden, aber am 25. April 2008 verkündete Shaun Woodward, Minister für Nordirland, dass die Wahlen auf 2011 verschoben seien. Die ersten Wahlen fanden dann tatsächlich am 22. Mai 2014 statt.

## Politik

### Stadtrat
- SF: 12
- SDLP: 3
- Alliance: 5
- PUP: 1
- Unabh.: 1
- UUP: 4
- DUP: 12
- TUV: 2

Sitzverteilung im Stadtrat von Causeway Coast und Glens

## Siedlungen
- Armoy
- Ballintoy
- Ballycastle
- Ballymoney
- Bellarena
- Bushmills
- Castlerock
- Cushendall
- Cushendun
- Coleraine
- Dervock
- Downhill
- Limavady
- Magilligan
- Portballintrae
- Portrush
- Portstewart
- Waterfoot